# جليمتون

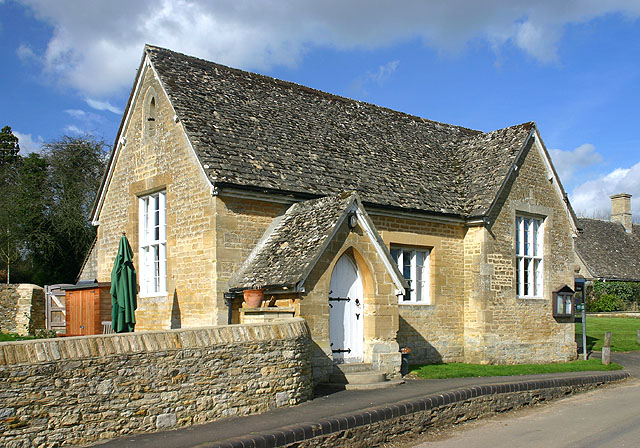
المدرسة السابقة في جليمتون، الآن قاعة القرية.

جليمتون (بالإنجليزية: Glympton)‏ وهي عبارة عن قرية وأبرشية مدنية تقع في المملكة المتحدة وتطل على نهر جليم، حيثُ تبعد حوالي (خمسة كيلومتر) عن شمال وودستوك (أوكسفوردشاير).

## تاريخ القرية
يعود تاريخ وجود مدينة جليمتون إلى عام 1050، حيثُ أنشئ قصر جليمتون خلال عهد الملك إدوارد وزوجته الملكة إديث. على الرغم من أن (وولفوارد الأبيض) نجا من الغزو النورماندي لإنجلترا، إلا أنه بحلول عام 1086، قام الملك ويليام الأول بمنح القصر لجيفري دي مونتبراي (أسقف كوتانس). وفي عام 1122، أصبح جيفري دي كلينتون، الذي كان خادمًا للملك هنري الأول (ملك إنجلترا)، مالكًا للقصر.

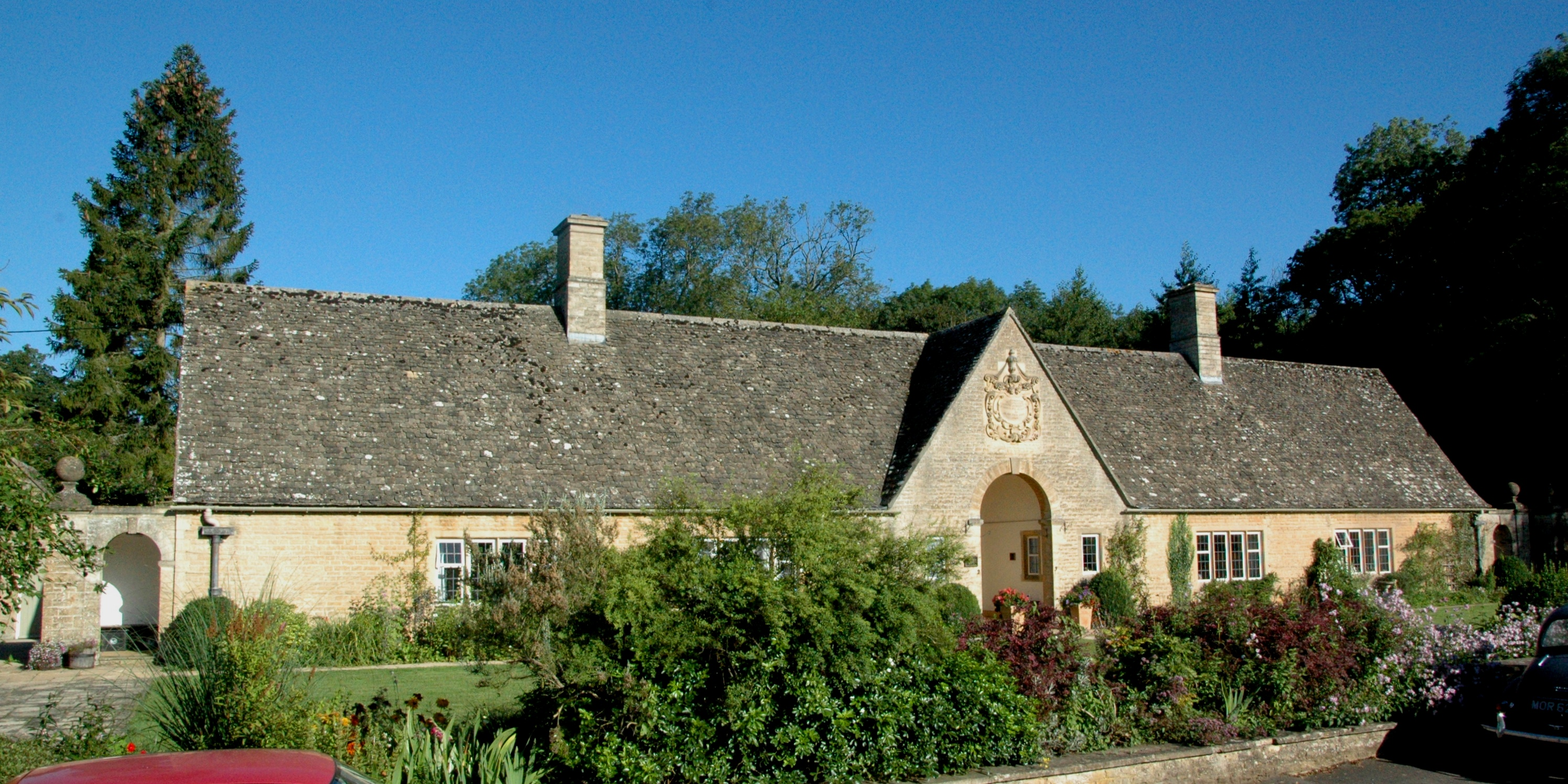
جليمتون ألمشاوسز، تم بناؤه عام 1949

أشار كتاب ونشيستر (عام 1086) على وجود طاحونة مائية في قرية جليمتون. حيثُ أُعيد بناء الطاحونة في فترة (1292-1326)، ولكنها بحلول عام 1362 أصبحت عديمة القيمة تمامًا.
أُشير في عام (1632) إلى وجود مطحنتين في قرية جليمتون، وفي عام (1659) إنحسر عددها إلى واحدة فقط. أما في عام (1724) سُجلت في السجلات، ومن ثم اختفت تمامًا.

في عام (1154)، نُقلت الغابات الواقعة في جنوب الرعية إلى غابة ويتشوود الملكية. وفي عام (1300) قام القرويون بتوسيع أراضيهم من خلال استصلاح الغابات لغرض الزراعة. وفي عام (1322) تداولت مساحة لا تقل عن 23 فدانًا (حوالي 9 هكتارات) من الأراضي الأسارت، وبحلول عام (1426) ارتفع هذا الرقم إلى 46 فدانًا (19 هكتارًا) على الأقل من الأراضي الأسارت. وفي عام 1631، تقدر مساحة أراضي الريف بحوالي 500 فدان (200 هكتارًا).

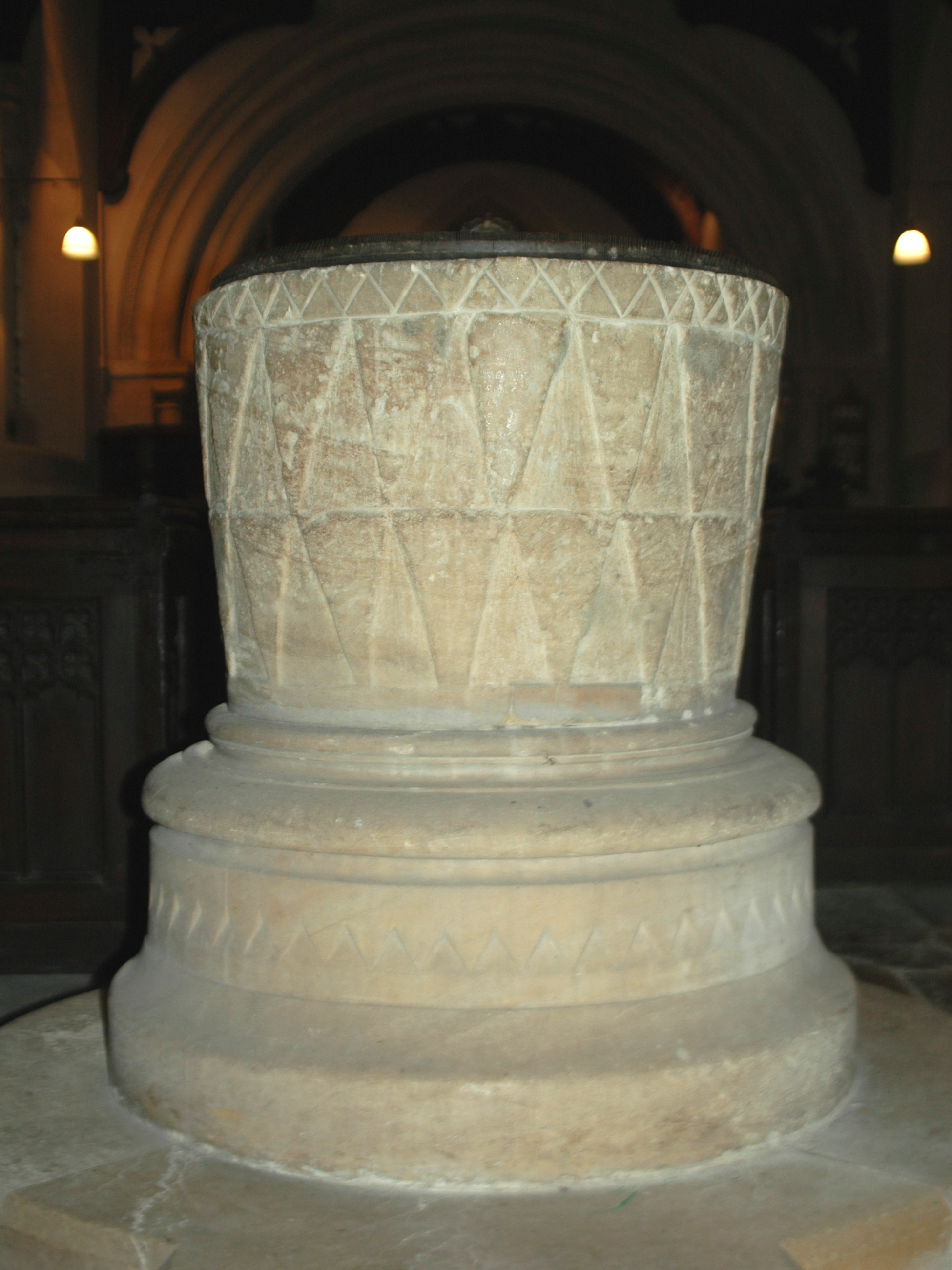
الخط النورماندي لسانت ماري

أما في عام (1585)، استأجر توماس تيسدال القصر من عائلة كوبر التي امتلكتها منذ اقتنائها (عام 1547)،.وعلى الرغم من ذلك، في جليمتون، قام توماس تيسدال مالتستربتربية الماشية وزرع النباتات الملونة المستخدمة في صناعة الصباغة، وتوفي في عام (1610) تاركاً ما يقارب (5000 جنيه إسترليني) لصالح المنح الدراسية والزمالات في مدرسة أبينجدون وكلية باليول في جامعة أكسفورد. تُحيي ذكرى توماس من خلال نصب تذكاري نحاسي يُوجد على أرضية المذبح في كنيسة القديس نيكولاس. وهناك أيضًا نصب تذكاري مزدوج من المرمر يُقام في الجدار الشمالي للمذبح يمثل شكل الزوجين وهم يجلسان متجاهلين بعضهما البعض أثناء صلواتهم.
في عام (1633)، شُريَ القصر من قبل ويليام ويت، حيثُ يشار بإنقراض عائلة ويت بارونيتية بعد وفاة البارون السادس في عام 1816، لكن العائلة وأحفادهم استمروا في الاحتفاظ بالممتلكات حتى عام 1944 في الحرب العالمية الثانية، حيثُ كان الرائد فرانك ويت بارنيت (1906–40) ضابط أركان في سلاح البندقية الملكي وتوفي متأثرًا بجراحه في معركة دونكيرك في 2 يونيو 1940.

قام وليام ويت في ثلاثينيات أو أربعينيات القرن السابع عشرعلى نقل القرية بأكملها (400 م) من الجنوب الشرقي وذلك لإفساح المجال للمناظر الطبيعية لمتنزه جليمتون، مما ترك كنيسة الرعية معزولة في موقعها الأصلي. من المحتمل أن يكون قد تم بناء نزل البوابة المؤدي إلى متنزه جليمتون في هذا الوقت، وعلى الرغم من الترميم الذي تم إجراؤه في عام 1880، إلا أن النزل يظل في الأساس منزلًا من القرن السابع عشر. 

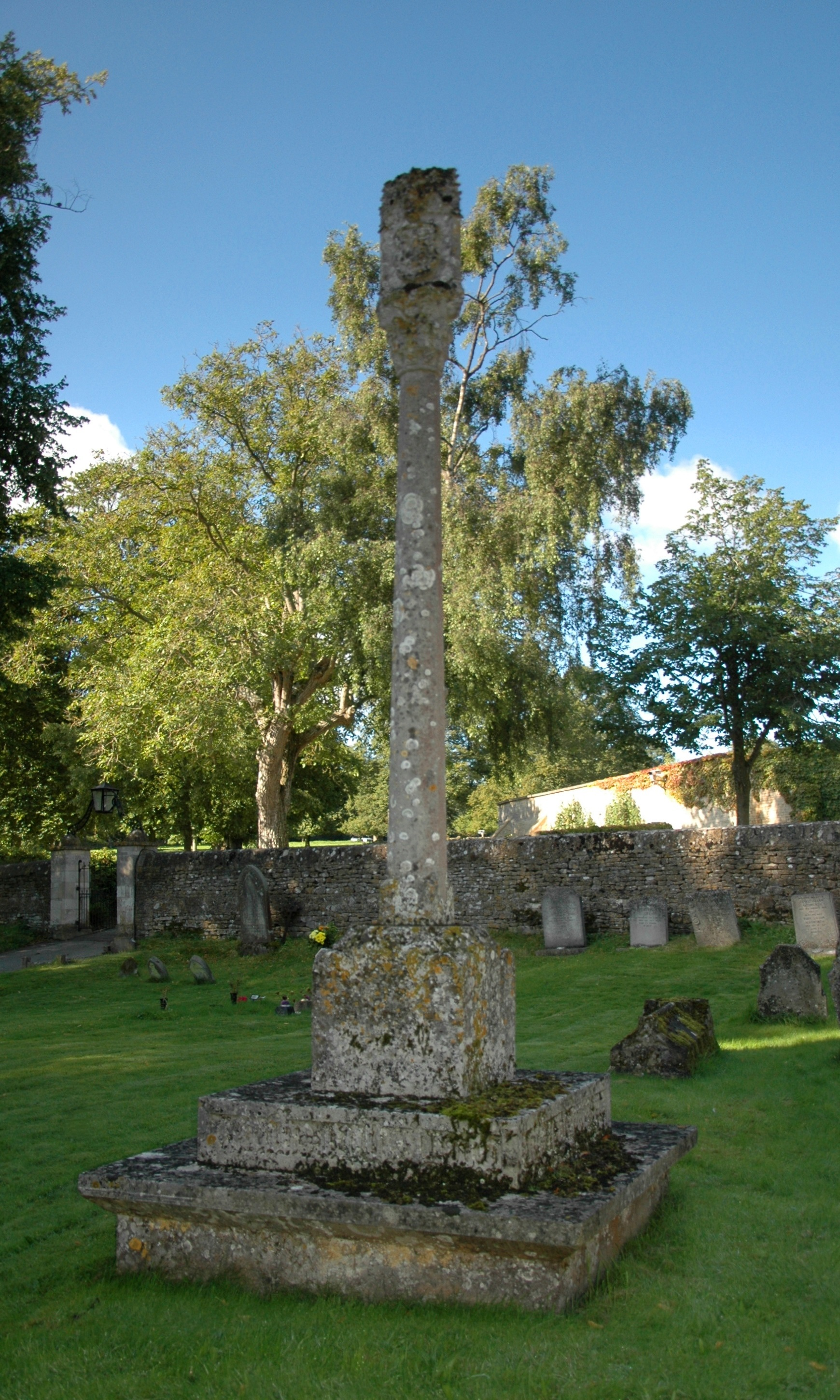
تم إنشاء صليب باحة الكنيسة عام 1897 تخليدًا لذكرى هنري بارنيت (1815-1896)

عُثر على سجلات توثق بعض عمليات التسييج في الأجزاء الأولى من القرن الرابع عشر والخامس عشر والسابع عشر. عندما اشترى ويليام ويت القصر في عام 1633، بدأ في توسيع هذه العملية التحصينية على الأراضي الباقية. وبعد عام 1690، أُكمل سير هذه العملية بالتعاون مع المستأجرين.

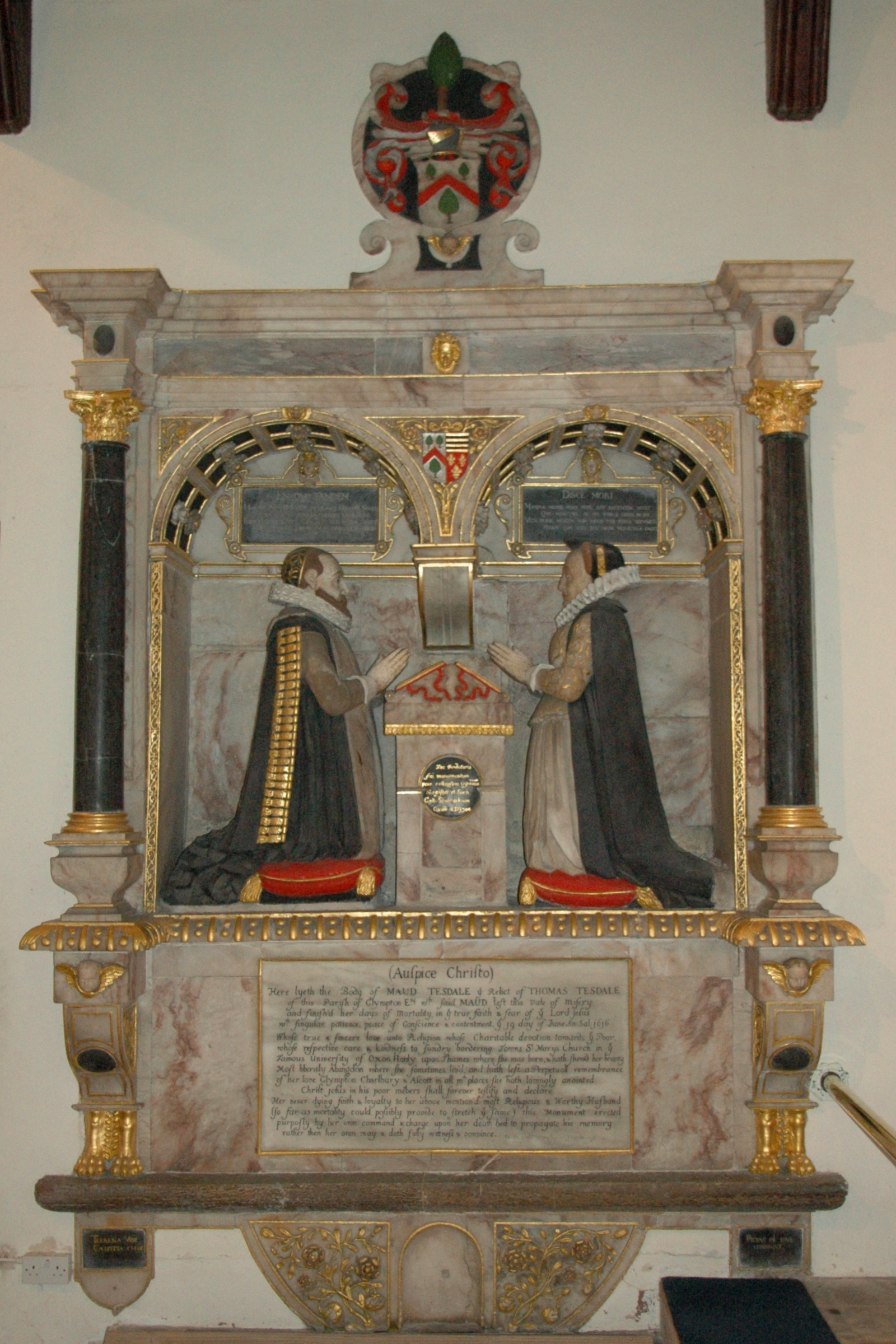
نصب تذكاري من المرمر لتوماس ومود تيسدال في مذبح القديسة ماري.

كان الطريق الرئيسي عبر جليمبتون في يوم من الأيام جزءًا من الطريق الرئيسي بين لندن وأبيريستويث. حيثُ حُول هو وطريق أكسفورد (ستراتفورد أبون آفون) إلى طرق رئيسية في عام 1729. حيثُ توقف كلا الطريقين عن العمل في عام 1878.
سُجل أول منزل في قرية جليمتون في عام (1648). في القرن الثامن عشر، أُستخرج حجر جيري من العصر الجوراسي الأوسط، ربما كان جزءًا من تكوين تاينتون للحجر الجيري، واستخدم لبناء أجزاء من منزل جليمتون بارك وقصر بلينهايم. ولكن كانت مقاومتها ضعيفة للصقيع، لذلك استخدمها جون فانبرو في بلينهايم فقط للجدران الداخلية أو لدعم الجدران الخارجية التي كانت مغطاة بحجر أفضل. في عام 1849، تم تجديد واجهته بالكامل لتصبح مصنوعة من الحجر الباث. 
في عام (1646)، استولت القوات الملكية على الطعام والعربات من القرية، وفي عام 1648 تمركز فيها ما يصل إلى 50 جنديًا برلمانيًا هنا.
في عام (1992) إلى عام (2021)، امتلك الأمير بندر بن سلطان من المملكة العربية السعودية جليمتون بارك وعقاراتها عندما بيعت إلى ملك البحرين حمد بن عيسى آل خليفة.

## المباني
- بُنيت أول مدرسة في القرية عام (1849) وأصبحت مدرسة كنيسة إنجلترا عام (1903)، وأعيد تنظيمها كمدرسة ابتدائية في عام (1922)، وأغلقت في عام (1932)، وفي عام (1950) تم تحويل المبنى إلى قاعة القرية.[4]
- بحلول عام (1869)، كان لدى جليمتون 22 كوخًا، حيثُ أقر تقرير حكومي إلى أنها مبنية بشكل سليم، وتؤجر بإيجار قدره 30 شلنًا سنويًا.[11]
- أُفتتح مكتب بريد القرية عام (1887)، [4] وما زال يخدم القرية.
- في عام (1949)، قام مالك جليمتون بارك ببناء صف من أربعة بيوت صغيرة في جليمتون. [7] [12] عندما كان موقعهم قيد الإعداد، تم العثور على كنز من العملات المعدنية من عهدي جيمس الأول وتشارلز الأول، ربما يرجع تاريخها إلى الحرب الأهلية الإنجليزية.
- جليمتون بارك، هو منزل ريفي بُني من أجل عائلة ويت في القرن الثامن عشر، وفي نفس الوقت تم بناء سد نهر جلايم ليشكل البحيرة في الحديقة.[4]

أشار التاريخ لعدم بقاء أي منازل أصلية في القرية التاريخية، حيثُ بقي أحد الفنادق القديمة التي يعود تأريخها إلى القرن الثامن عشر وتم تحويلها إلى منزل خاص. جميع المنازل المتبقية في القرية التاريخية تم إعادة تشكيلها في القرن التاسع عشر أو بُنيت من جديد في القرن العشرين. كانت أراضي جليبتون الزراعية مغلقة بشكل مبكر بالمقارنة مع الأراضي في العديد من المقاطعات الأخرى.

## كنيسة الرعية
كانت كنيسة سانت ماري في الأصل نورماندية ولا تزال تحتفظ بخطها النورماندي. أعيد بناء صحن الكنيسة في أواخر العصور الوسطى. أُضيف برج الجرس في القرن السادس عشر أو السابع عشر 
في ثلاثينيات القرن الثامن عشر، بُني المذبح وأعيد بناء صحن الكنيسة مرة أخرى.
في عام (1872)، أعاد المهندس المعماري القوطي بناء المذبح، وتوسيع قوس المذبح النورماندي، وإدخال نوافذ جديدة في صحن الكنيسة وإضافة شرفة جديدة وغرفة جلوس.  .
يحتوي البرج على خمسة أجراس، أقدمها تم صبه عام 1784، ويحتوي أيضًا على جرس القدّاس الذي تم صنعه في عام 1705.

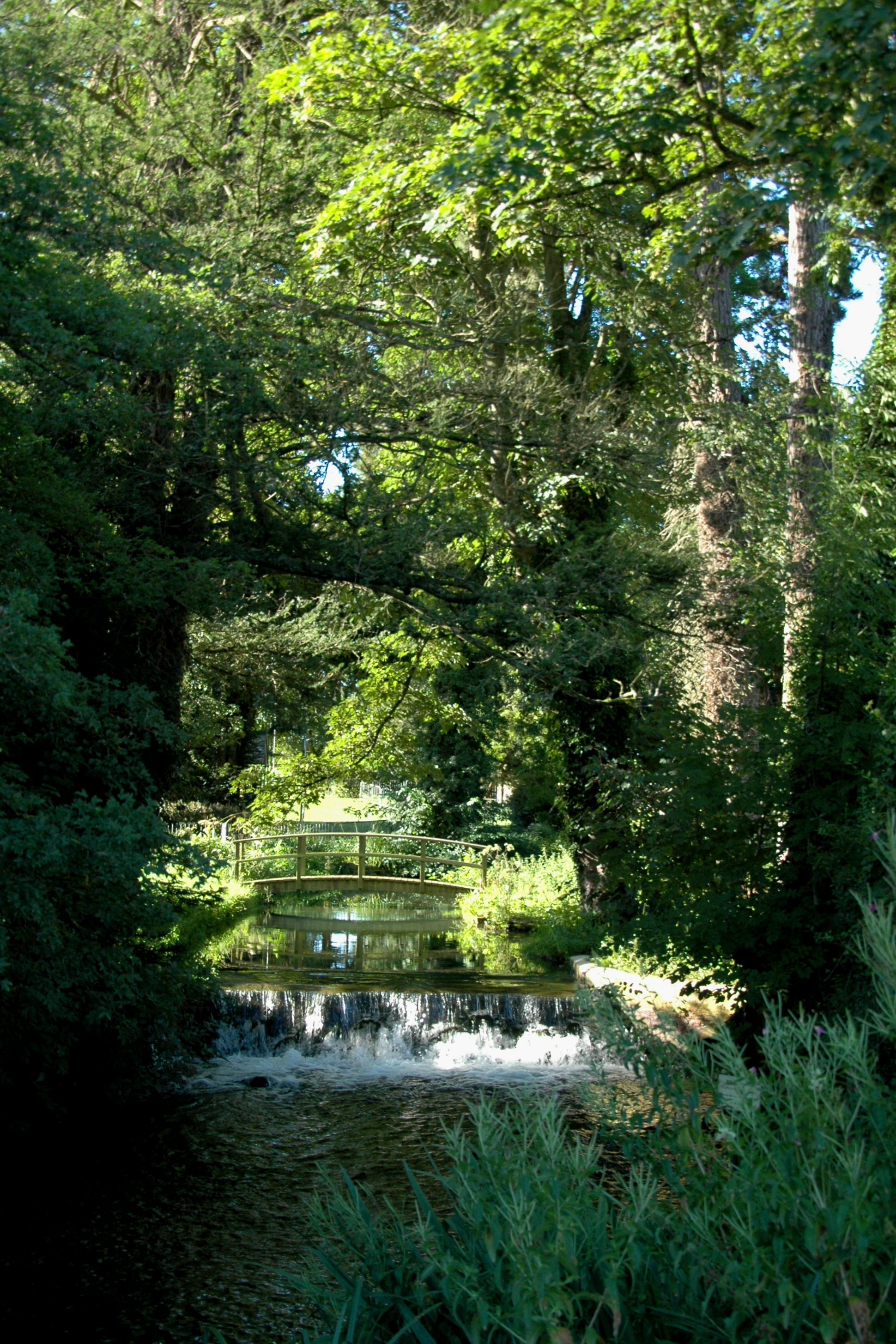
نهر جليم في جليمتون.